# 中小企業銀行貸款利息補貼計劃
中小企業銀行貸款利息補貼計劃，是因澳門經濟受2019冠狀病毒病澳門疫情影響，澳門政府為扶持中小型企業而推出的措施。澳門政府因此而推出一系列的經濟扶持及消費推動措施，該計劃為其中一項。最早由澳門第五屆政府經濟財政司司長李偉農於2020年2月13日防疫記者會上公佈，當時提出五點政策方向，此計劃屬於第二項「推行中小微企援助及利息補貼，以扶持企業存續」。當時已明確指出將推出臨時性“中小企業貸款利息補貼計劃”，適用對象為因疫情導致資金短缺而獲銀行貸款的中小企業，由政府提供承擔最高貸款額200萬、最長3年的4%補貼利息。2020年3月12日完成討論《中小企業銀行貸款利息補貼計劃》行政法規草案。3月16日，澳門政府在公報刊登《第5/2020號行政法規〈中小企業銀行貸款利息補貼計劃〉》（页面存档备份，存于）訂定在出現異常、未能預測或不可抗力且對澳門特別行政區經濟造成實際不利影響的事件的情況下，向中小企業商業企業主提供銀行貸款利息補貼的計劃，以及第66/2020號行政長官批示（页面存档备份，存于）明訂該計劃申請期和貸款總金額上限。
2021庠10月26日，該計劃重新接受申請，申請條件也將於當天起臨時放寬為開業滿一年，實施期為一年。此外，「調整還款」臨時措施的申請期也將再度延長一年。貸款額上限為200萬澳門元，補貼期最長為三年，年補貼率上限為四厘。措施適用於調整2022年10月底前的還款。申請期至2022年10月26日結束。

## 具體措施
符合資格的澳門中小企業，如於2020年2月1日或之後獲得澳門持牌銀行貸放一筆用於應對新型冠狀病毒感染的款項，可自3月17日起的六個月內透過銀行申請利息補貼。利息補貼貸款金額上限為200萬澳門元，補貼期最長為三年，年補貼率上限為四厘。

### 對象
由澳門居民經營或控股超過50%、工作人數不超過100人，且於2020年3月16日或之前已於財政局申報開業的中小企業。2021年的申請條件要求為於2021年10月25日或之前已於財政局申報開業、領有從事業務應具備的准照以及過往沒有獲批同一計劃。

### 申請期
2020年：由2020年3月17日 至 9月17日。
2021年：由2021年10月26日 至 2022年10月26日

### 申請要件
申請企業必須符合以下資格：
1. 於2020年3月16日或之前已為稅務效力而在財政局申報開業；（2021年改為於2021年10月25日或之前已於財政局申報開業、領有從事業務應具備的准照以及過往沒有獲批同一計劃。）
2. 在澳門執行工作的人員不超過100人；
3. 商業企業主須為澳門居民，如屬法人則須由澳門居民持有超過50%的出資；
4. 非在公共批給及轉批給制度下經營經濟活動；
5. 非屬經營金融業務；
6. 未有任何債務正透過稅務執行程序進行強制徵收；
7. 處於適當的經濟、財務及營運狀況；
8. 依法具備經營相關業務所需的准照或同等性質的憑證。

### 申請須知
符合資格的中小企業，可以就一筆於2020年2月1日至9月17日內獲澳門持牌銀行機構發出的貸款許可，申請享受利息補貼；
申請企業須先獲銀行批出貸款，並透過貸款銀行向經濟局提出申請，經電郵或親臨經濟局的方式遞交申請文件。

### 申請文件
提出申請須附同下列文件：
1. 申請表；
2. 列明貸款類型、以澳門元為貨幣單位的本金金額、年利率及償還方式的貸款證明文件；
3. 如為自然人商業企業主，須提交身份證明文件副本；如為法人商業企業主，須提交股東的身份證明文件副本；
4. 用以證明符合申請要件的其他文件。

## 計劃效益/成效
該計劃自2020年3月17日開始接受申請，截至2020年3月26日收件734宗。至2020年4月24日，利息補貼計劃已接收2,506宗申請，已批准 1,790宗。截至2020年6月16 日，收到3,944宗申請，批准3,272宗。當中涉及超過42.59億澳門元貸款金額，利息補貼金額約為2.62億澳門元。根據政府消息，截至2020年7月7日，已接收4,245宗申請，已批准 3,765宗 （約八成九），獲補貼的貸款金額約48.7億澳門元，涉及的利息補貼開支約為3億澳門元。

## 相關措施
- 中小企業援助計劃
- 中小企業信用保證計劃
- 中小企業專項信用保證計劃
- 消費補貼計劃
- 醫療補貼計劃
- 現金分享計劃

## 外部鏈接
- 中小企業銀行貸款利息補貼計劃專頁 （页面存档备份，存于），經濟局
- 《第5/2020號行政法規〈中小企業銀行貸款利息補貼計劃〉》（页面存档备份，存于）
- 第66/2020號行政長官批示（页面存档备份，存于）